# Новий Двур (Тшебницький повіт)
Новий Двур (пол. Nowy Dwór) — село в Польщі, у гміні Тшебниця Тшебницького повіту Нижньосілезького воєводства.
Населення — 411 осіб (2011).
У 1975-1998 роках село належало до Вроцлавського воєводства.

## Демографія
Демографічна структура станом на 31 березня 2011 року:
|          | Загалом | Допрацездатний вік | Працездатний вік | Постпрацездатний вік |
| -------- | ------- | ------------------ | ---------------- | -------------------- |
| Чоловіки | 200     | 47                 | 134              | 19                   |
| Жінки    | 211     | 40                 | 126              | 45                   |
| Разом    | 411     | 87                 | 260              | 64                   |